# Super Bowl LIII
Match précédent Match suivant
Le Super Bowl LIII est un match de football américain constituant la finale de la saison 2018 de la NFL.
Il oppose les Patriots de la Nouvelle-Angleterre représentant de l'American Football Conference aux Rams de Los Angeles représentant la National Football Conference. Il s'agira de la revanche du Super Bowl XXXVI où les Patriots, emmenés par leur entraîneur principal de seconde année Bill Belichick et le quarterback Tom Brady, avaient battu à la suite d’un field goal inscrit à la dernière seconde du match, les Rams (lesquels jouaient à St-Louis à l'époque) pourtant désignés comme les grands favoris.
Il se dispute le 3 février 2019 au Mercedes-Benz Stadium d'Atlanta dans l'État de Géorgie aux États-Unis. Ce stade héberge habituellement les matchs de la franchise NFL des Falcons d'Atlanta.
Il s'agit du 53e Super Bowl de l'histoire de la NFL et il est le 3e à être joué à Atlanta après le Super Bowl XXVIII de 1994 et le Super Bowl XXXIV de 2000. Le match est retransmis au niveau national par CBS.
Il s'agit de la 3e participation consécutive des Patriots à un Super Bowl, la 4e en cinq ans, la 9e avec le tandem Tom Brady-Bill Belichick (quarterback-entraîneur principal) et leur 11e au total. Ils sont également la première franchise à jouer trois Super Bowls consécutifs depuis la série de quatre réalisée par les Bills de Buffalo (du Super Bowl XXV au Super Bowl XXVIII). C'est la troisième franchise de l'histoire de la NFL à jouer au moins trois Super Bowls consécutifs, comme les Bills (de 1990 à 1993) et les Dolphins de Miami (de 1971 à 1973).
Les Rams n'avaient plus joué de Super Bowl depuis le Super Bowl XXXVI. C'est leur premier Super Bowl depuis leur retour à Los Angeles en 2016.
Les Patriots remportent le match 13 à 3. En raison du faible nombre de points marqués et de l'attitude défensive des équipes, le match ne passionnant pas, le Super Bowl fut surnommé « Super Bore »,.

## Préparation de l'événement

### Désignation de la ville hôte

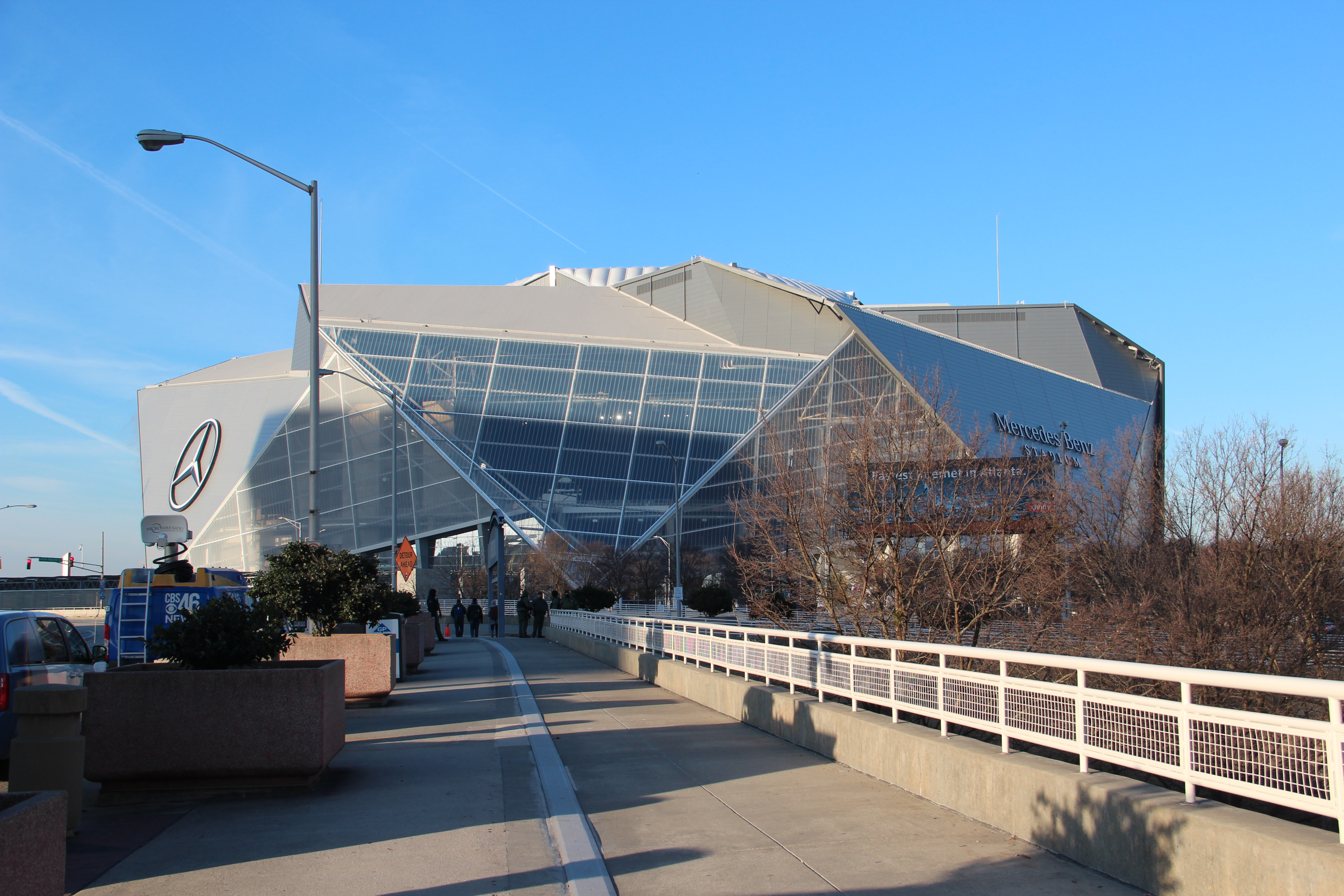
Le Mercedes-Benz Stadium, hôte du Super Bowl LIII.

Le 19 mai 2015, la ligue avait annoncé les quatre sites finalistes qui entraient en compétition pour accueillir le Super Bowl LIII. Il s'agissait des stades suivants, tous situés dans le sud-est des États-Unis, :
- le Mercedes-Benz Stadium d'Atlanta en Géorgie, inauguré en 2017. La ville avait déjà accueilli deux Super Bowl au Georgia Dome, le dernier en 2000 (Super Bowl XXXIV) ;
- le Hard Rock Stadium à Miami Gardens en Floride, dix Super Bowls ayant été organisés dans le sud de la Floride, le dernier ayant eu lieu en 2010 (Super Bowl XLIV) ;
- le Mercedes-Benz Superdome à La Nouvelle-Orléans en Louisiane, la ville ayant déjà accueilli dix Super Bowls, le dernier en 2013 (Super Bowl XLVII) ;
- le Raymond James Stadium de Tampa en Floride, la ville ayant déjà accueilli quatre Super Bowl, le dernier en 2009 (Super Bowl XLIII).

Le vote a lieu le 24 mai 2016 et c'est Atlanta qui est désignée pour accueillir le Super Bowl LIII.

Ouverture de la toiture du stade.

### Le stade
Le Mercedes-Benz Stadium est inauguré le 26 août 2017. Il accueille les matchs à domicile des Falcons d'Atlanta mais également ceux de l'équipe de football d'Atlanta United FC (MLS). Comme événements, le Peach Bowl (NCAA), le Celebration Bowl (en) (NCAA), la finale de Conférence SEC (NCAA) et le Chick-fil-A Kickoff Game (en) (NCAA) y sont organisés chaque année. Sa capacité maximale est de 75 000 places mais le record d'affluence a été atteint lors du College Football Championship Game 2018 avec 77 430 spectateurs. Outre un héliport, des parkings ont été aménagés autour du stade et permettent d'accueillir 25 000 véhicules avec une zone réservée aux limousines.
Sa pelouse est naturelle type Platinum TE Paspalum. Sa toiture est rétractable.

### Logo
La NFL révèle le logo officiel du Super Bowl LIII en février 2018. Il se base sur la version du logo du Super Bowl LI mais teinté en bleu marine à la place des reflets rouges originels. Le logo du comité d’organisation représente quant à lui une reproduction stylisée du toit du Mercedes-Benz Stadium.

### Les hymnes
Gladys Knight, née à Atlanta, entonne l'hymne national américain The Star-Spangled Banner avant le match.
Chloe x Halle, également née à Atlanta, a chanté l'America the Beautiful.
Aarron Loggins (en) s'est chargée de l'interprétation de ces deux hymnes dans la langue des signes

### Show de la mi-temps
Le 19 septembre 2018, plusieurs sources (dont The New York Times, Rolling Stone et Billboard) annoncent que le show de la mi-temps du Super Bowl LIII (officiellement dénommé le Pepsi Super Bowl LIII Halftime Show) sera assuré par le groupe de pop rock américain Maroon 5.
Le 13 janvier 2019, la NFL annonce officiellement que le spectacle de la mi-temps du Super Bowl LIII sera assuré par Maroon 5 lequel aura comme invité les rappeurs Big Boi (membre du groupe OutKast) et Travis Scott.

#### Controverses
Les artistes qui ont accepté de se produire lors du Super Bowl LIII ont fait l'objet de certaines critiques, celles-ci faisant référence au traitement subi par Colin Kaepernick et sa mise sur liste noire présumée par la NFL parce qu'il avait protesté contre les violences policières aux États-Unis en mettant à plusieurs reprises un genou à terre lors de l'hymne national d'avant match,,
,. Plusieurs artistes auraient refusé les propositions qui leur auraient été faites pour se produire lors du match.

## Présentation du match
Comme dit précédemment, il s'agira du replay du Super Bowl XXXVI lorsque les Rams étaient basées à St. Louis. Le seul joueur des deux rosters de l'époque qui participe au match de 2019 est le quarterback titulaire des Patriots Tom Brady. Bill Belichick était déjà entraîneur principal des Patriots lors du Super Bowl XXXVI.
Ce Super Bowl est le premier depuis le Super Bowl XLVII où il n'y aura aucune des deux équipes classées no 1 dans leur conférence au terme de la saison régulière.
Les Rams ayant été désignés comme l'équipe jouant à domicile (en fonction de la rotation annuelle entre l'AFC et la NFC), ils ont choisi de porter leur ancien uniforme bleu royal et jaune pour le match,.
Des équipes de Boston et de Los Angeles se sont déjà rencontrées dans d’autres sports professionnels : les Boston Celtics et les Los Angeles Lakers se sont rencontrés à onze reprises lors des finales NBA, les Boston Red Sox et les Los Angeles Dodgers se sont rencontrés lors des World Series 2018 en baseball. C'est seulement la seconde fois depuis 1969 que des équipes de ces deux villes se rencontreront la même année pour les titres en NFL et en MLB,.
| Équipes                                                                                      | Conférences | Divisions | Entraîneurs    | Bilan de saison |
| -------------------------------------------------------------------------------------------- | ----------- | --------- | -------------- | --------------- |
| Patriots                                                                                     | AFC         | AFC East  | Bill Belichick | 11-5            |
| Rams                                                                                         | NFC         | NFC Ouest | Sean McVay     | 13-3            |
| Arbitre : John Parry (en) Équipe donnée favorite par les bookmakers : Patriots par 2½ points |             |           |                |                 |

## Équipes

### Patriots de la Nouvelle-Angleterre

#### La saison régulière
La franchise remporte le titre de la Division AFC Est et termine la saison régulière avec un bilan de 11 victoires pour 5 défaites. Ces défaites ont toutes eu lieu en déplacement (à Jacksonville, Détroit, Tennessee, Miami et Pittsburgh).
L'équipe est classée 2e de l'AFC et est donc exemptée du tour de wild-card.
Il s'agit de leur 10e participation consécutive aux séries éliminatoires et leur troisième participation consécutive au Super Bowl

#### Les playoffs
En tour de division, les Patriots reçoivent le 13 janvier les Chargers de Los Angeles qu'il battent 41 à 28. Ils accèdent à la finale de conférence AFC. Le 20 janvier, ils sont opposés aux Chiefs de Kansas City qu'ils battent 35 à 31 en prolongation.

#### Historique en Super Bowl
| Édition            | Date             | Lieu                                     | Adversaire              | G/P | Score   | Quarterback(s)          | Entraîneur     |
| ------------------ | ---------------- | ---------------------------------------- | ----------------------- | --- | ------- | ----------------------- | -------------- |
| Super Bowl XX      | 26 janvier 1986  | Louisiana Superdome, La Nouvelle-Orléans | Bears de Chicago        | P   | 10 - 46 | Steve Grogan/Tony Eason | Raymond Berry  |
| Super Bowl XXXI    | 26 janvier 1997  | Louisiana Superdome, La Nouvelle-Orléans | Packers de Green Bay    | P   | 21 - 35 | Drew Bledsoe            | Bill Parcells  |
| Super Bowl XXXVI   | 3 février 2002   | Louisiana Superdome, La Nouvelle-Orléans | Rams de Saint-Louis     | G   | 20 - 17 | Tom Brady               | Bill Belichick |
| Super Bowl XXXVIII | 1er février 2004 | Reliant Stadium, Houston                 | Panthers de la Caroline | G   | 32 - 29 | Tom Brady               | Bill Belichick |
| Super Bowl XXXIX   | 6 février 2005   | Alltel Stadium, Jacksonville             | Eagles de Philadelphie  | G   | 24 - 21 | Tom Brady               | Bill Belichick |
| Super Bowl XLII    | 3 février 2008   | University of Phoenix Stadium, Phoenix   | Giants de New York      | P   | 14 - 17 | Tom Brady               | Bill Belichick |
| Super Bowl XLVI    | 5 février 2012   | Lucas Oil Stadium, Indianapolis          | Giants de New York      | P   | 17 - 21 | Tom Brady               | Bill Belichick |
| Super Bowl XLIX    | 1er février 2015 | University of Phoenix Stadium, Phoenix   | Seahawks de Seattle     | G   | 28 - 24 | Tom Brady               | Bill Belichick |
| Super Bowl LI      | 5 février 2017   | NRG Stadium, Houston                     | Falcons d'Atlanta       | G   | 34 - 28 | Tom Brady               | Bill Belichick |
| Super Bowl LII     | 4 février 2018   | U.S. Bank Stadium, Minneapolis           | Eagles de Philadelphie  | P   | 33 - 41 | Tom Brady               | Bill Belichick |

### Rams de Los Angeles

#### La saison régulière
Les Rams remportent le titre de la Division NFC Ouest et terminent avec un bilan de 13 victoires pour trois défaites (concédées en déplacement à La Nouvelle-Orléans et à Chicago et à domicile contre Philadelphie).
La franchise est classée 2e de la NFC derrière les Saints de La Nouvelle-Orléans et est donc exemptée du tour de wild-card.
Ils participent aux séries éliminatoires pour la seconde saison consécutive. Leur dernière participation à un Super Bowl date de la saison 2001.

#### Les playoffs
En tour de division, les Rams reçoivent le 12 janvier les Cowboys de Dallas qu'il battent 30 à 22. Ils accèdent à la finale de conférence NFC. Le 20 janvier, ils sont donc opposés aux Saints de La Nouvelle-Orléans qu'ils battent 26 à 23 en prolongation.

#### Historique en Super Bowl
| Édition                    | Date             | Lieu                                      | Adversaire             | G/P | Score | Quarterback(s)                      | Entraîneur             |
| -------------------------- | ---------------- | ----------------------------------------- | ---------------------- | --- | ----- | ----------------------------------- | ---------------------- |
| NFL Championship 1945 (en) | 16 décembre 1945 | Cleveland Stadium, Cleveland              | Redskins de Washington | G   | 15-14 | Bob Waterfield                      | Adam Walsh (en)        |
| NFL Championship 1949 (en) | 18 décembre 1949 | Los Angeles Memorial Coliseum Los Angeles | Eagles de Philadelphie | P   | 00–14 | Bob Waterfield et Norm Van Brocklin | Clark Shaughnessy (en) |
| NFL Championship 1950 (en) | 24 décembre 1950 | Cleveland Stadium, Cleveland              | Browns de Cleveland    | P   | 28–30 | Bob Waterfield                      | Joe Stydahar (en)      |
| NFL Championship 1951 (en) | 23 décembre 1951 | Los Angeles Memorial Coliseum Los Angeles | Browns de Cleveland    | G   | 24–17 | Bob Waterfield et Norm Van Brocklin | Joe Stydahar           |
| NFL Championship 1955 (en) | 26 décembre 1955 | Los Angeles Memorial Coliseum Los Angeles | Browns de Cleveland    | P   | 14–38 | Norm Van Brocklin                   | Sid Gillman (en)       |

| Édition          | Date            | Lieu                             | Adversaire                         | G/P | Score | Quarterback(s)       | Entraîneur        |
| ---------------- | --------------- | -------------------------------- | ---------------------------------- | --- | ----- | -------------------- | ----------------- |
| Super Bowl XIV   | 20 janvier 1980 | Rose Bowl, Pasadena              | Steelers de Pittsburgh             | P   | 19-31 | Vince Ferragamo (en) | Ray Malavasi (en) |
| Super Bowl XXXIV | 30 janvier 2000 | Georgia Dome, Atlanta            | Titans du Tennessee                | G   | 23-16 | Kurt Warner          | Dick Vermeil      |
| Super Bowl XXXVI | 3 février 2002  | Louisiana Superdome, New Orleans | Patriots de la Nouvelle-Angleterre | P   | 17-20 | Kurt Warner          | Mike Martz (en)   |

## Déroulement du match

### Joueurs titulaires alignés en début de match
| Nouvelle-Angleterre | Postes | Postes | Los Angeles      |
| ------------------- | ------ | ------ | ---------------- |
| Julian Edelman      | WR     | WR     | Brandin Cooks    |
| Trent Brown         | LT     | LT     | Andrew Whitworth |
| Joe Thuney          | LG     | LG     | Rodger Saffold   |
| David Andrews       | C      | C      | John Sullivan    |
| Shaq Mason          | RG     | RG     | Austin Blythe    |
| Marcus Cannon       | RT     | RT     | Rob Havenstein   |
| Rob Gronkowski      | TE     | TE     | Tyler Higbee     |
| Chris Hogan         | WR     | WR     | Robert Woods     |
| Tom Brady           | QB     | QB     | Jared Goff       |
| James Develin       | FB     | RB     | Todd Gurley      |
| Sony Michel         | RB     | WR     | Josh Reynolds    |

| Nouvelle-Angleterre | Postes | Postes | Los Angeles      |
| ------------------- | ------ | ------ | ---------------- |
| Trey Flowers        | LE     | DE     | Michael Brockers |
| Lawrence Guy        | DT     | DT     | Aaron Donald     |
| Malcolm Brown (en)  | DT     | NT     | Ndamukong Suh    |
| Deatrich Wise Jr.   | DE     | WR     | Dante Fowler     |
| Kyle Van Noy        | LB     | OLB    | Samson Ebukam    |
| Dont'a Hightower    | LB     | ILB    | Cory Littleton   |
|                     | OLB    | ILB    | Mark Barron      |
| Jason McCourty      | LCB    | CB     | Marcus Peters    |
| Patrick Chung       | S      | SS     | John Johnson     |
| Devin McCourty      | S      | FS     | Lamarcus Joyner  |
| Stephon Gilmore     | RCB    | CB     | Aqib Talib       |

### Évolution du score
| Score    | Q1 | Q2 | Q3 | Q4 | Total |
| -------- | -- | -- | -- | -- | ----- |
| Patriots | 0  | 3  | 0  | 10 | 13    |
| Rams     | 0  | 0  | 3  | 0  | 3     |

| QT          | Temps       | Drive       | Drive       | Drive       | Équipe      | Description de l'action                                                                                   | Score | Score |
| ----------- | ----------- | ----------- | ----------- | ----------- | ----------- | --- | ----- | ----- |
| QT          | Temps       | Jeux        | Yards       | TDP         | Équipe      | Description de l'action                                                                                   | NE    | LAR   |
| 2           | 10:29       | 7           | 39          | 03:29       | NE          | FG de 42 yards par K Stephen Gostkowski                                                                   | 3     | 0     |
| 3           | 02:11       | 10          | 42          | 04:22       | LAR         | FG de 53 yards par K Greg Zuerlein                                                                        | 3     | 3     |
| 4           | 07:00       | 5           | 69          | 02:49       | NE          | TD à la suite d'une course de 2 yards par RB Sony Michel + 1 point de conversion par K Stephen Gostkowski | 10    | 3     |
| 4           | 01:12       | 8           | 67          | 03:05       | NE          | FG de 41 yards par K Stephen Gostkowski                                                                   | 13    | 3     |
| Score final | Score final | Score final | Score final | Score final | Score final | Score final                                                                                               | 13    | 3     |

## Statistiques
| Meilleur joueur (MVP) |             |       |
| Nom                   | Équipe      | Poste |
| Julian Edelman        | New England | WR    |

| Statistiques par équipe                |                                             |                                         |
| Statistiques                           | NE                                          | LAR                                     |
| 1er down                               | 22                                          | 14                                      |
| 1er down à la course                   | 6                                           | 2                                       |
| 1er down à la passe                    | 12                                          | 11                                      |
| 1er down suite pénalité                | 4                                           | 1                                       |
| Conversion de 3e down                  | 3/12                                        | 3/13                                    |
| Conversion de 4e down                  | 0/1                                         | 0/0                                     |
| Jeux–yards                             | 68 jeux pour 407 yards                      | 60 jeux pour 260 yards                  |
| Yards à la course                      | 32 courses pour 154 yards (moy. de 4,8 y/c) | 18 courses pour 62 yards (moy. 3,4 y/c) |
| Yards à la passe                       | 253                                         | 198                                     |
| Passes : Réussies-Tentées-Interceptées | 21/35, 1 int.                               | 19/38, 1 int.                           |
| Réussite en zone rouge/chances         | 1/1                                         | 0/0                                     |
| TD                                     | 1                                           | 0                                       |
| Field Goals                            | 2/3                                         | 1/2                                     |
| Sacks concédés (Nombre-Yards)          | 1 pour 9 yards perdus                       | 4 pour 31 yards perdus                  |
| Fumbles (Nombre/Perdus)                | 0/0                                         | 0/0                                     |
| Pénalités (Nombre/Yards perdus)        | 3 pour 20 yards perdus                      | 9 pour 365 yards perdus                 |
| Temps de possession                    | 33:10                                       | 16:50                                   |

| Statistiques individuelles |                |                                                                                              |
| Quaterbacks                |                |                                                                                              |
| NE                         | Tom Brady      | 21/35 passes réussies, 262 yards, 1sack subi, 0 TD, 1 interception, évaluation QB de 71,4    |
| LAR                        | Jared Goff     | 19/38 passes réussies, 229 yards, 4 sacks subis, 0 TD, 1 interception, évaluation QB de 57.9 |
| Meilleurs coureurs         |                |                                                                                              |
| NE                         | Sony Michel    | 18 courses, 94 yards (moy. 5,2 y/c), 1 TD                                                    |
| LAR                        | Todd Gurley    | 10 courses, 35 yards, (moy. 3,5 y/c), 0 TD                                                   |
| Meilleurs receveurs        |                |                                                                                              |
| NE                         | Julian Edelman | 10/12 réceptions, 141 yards, 0 TD                                                            |
| LAR                        | Brandin Cooks  | 8/13 réceptions, 120 yards, 0 TD                                                             |
| Meilleurs tacleurs         |                |                                                                                              |
| NE                         | Jonathan Jones | 8 tacles dont 6 en solo, 1 sack (2 yards), 1TFL, 1 QB Hit                                    |
| LAR                        | Cory Littleton | 10 tacles dont 6 en solo, 1 interception, 2 passes déviées                                   |

## Records
| Records établis (Sauf indication contraire, toutes les données indiquées ne concernent que le Super Bowl) | Records établis (Sauf indication contraire, toutes les données indiquées ne concernent que le Super Bowl) | Records établis (Sauf indication contraire, toutes les données indiquées ne concernent que le Super Bowl) |
| --- | --- | --- |
| Équipe avec le + d'apparitions au Super Bowl                                                              | 11 | Patriots de la Nouvelle-Angleterre                                                                        |
| Plus petit nombre de points inscrits par l'équipe gagnante                                                | 13 | Patriots de la Nouvelle-Angleterre                                                                        |
| Joueur avec le + d'apparitions au Super Bowl                                                              | 9 | Tom Brady (New England)                                                                                   |
| Joueur avec le + d'apparitions au Super Bowl comme titulaire                                              | 9 | Tom Brady (New England)                                                                                   |
| Joueur ayant remporté le plus de Super Bowl                                                               | 6 | Tom Brady (New England)                                                                                   |
| Joueur ayant tenté le plus de passes (sur la carrière en SB)                                              | 392 | Tom Brady (New England)                                                                                   |
| Joueur ayant réussi le plus de passe (sur la carrière en SB)                                              | 256 | Tom Brady (New England)                                                                                   |
| Joueur avec le plus de yards gagnés à la passe (sur la carrière en SB)                                    | 2 838 | Tom Brady (New England)                                                                                   |
| Plus vieux quarterback jouant le Super Bowl                                                               | 41 ans et 183 jours                                                                                       | Tom Brady (New England)                                                                                   |
| Plus vieux quarterback jouant le Super Bowl comme titulaire                                               | 41 ans et 183 jours                                                                                       | Tom Brady (New England)                                                                                   |
| Plus vieux joueur à avoir gagné le Super Bowl                                                             | 41 ans et 183 jours                                                                                       | Tom Brady (New England)                                                                                   |
| Entraîneur principal avec le + d'apparitions au Super Bowl                                                | 9 | Bill Belichick (Patriots)                                                                                 |
| Entraîneur avec le + d'apparitions au Super Bowl                                                          | 12 | Bill Belichick (Patriots)                                                                                 |
| Individu recordman des apparitions au Super Bowl (quel que soit son rôle)                                 | 12 | Bill Belichick (Patriots)                                                                                 |
| Plus de Super Bowl remporté par un entraîneur principal                                                   | 6 | Bill Belichick (Patriots)                                                                                 |
| Plus de Super Bowl remporté comme entraîneur                                                              | 8 | Bill Belichick (Patriots)                                                                                 |
| Individu ayant remporté le plus de Super Bowl (quel que soit son rôle)                                    | 8 | Bill Belichick (Patriots)                                                                                 |
| Plus vieil entraîneur à avoir remporté un Super Bowl                                                      | 66 ans et 293 jours                                                                                       | Bill Belichick (Patriots)                                                                                 |
| Kicker avec le plus d’apparition au Super Bowl                                                            | 6 | Stephen Gostkowski (Patriots)                                                                             |
| Plus jeune entraîneur principal au Super Bowl                                                             | 33 ans et 10 jours                                                                                        | Sean McVay (Rams)                                                                                         |
| Plus long punt lors d'un SB                                                                               | 65 yards                                                                                                  | Johnny Hekker (Rams de Los Angeles)                                                                       |
| Plus petit nombre de points inscrits par les 2 équipes en fin de 3e quart-temps                           | 6 | Patriots de la Nouvelle-Angleterre vs Rams de Los Angeles                                                 |
| Plus petit nombre de touchdowns inscrits en fin de 3e quart-temps                                         | 0 | Patriots de la Nouvelle-Angleterre vs Rams de Los Angeles                                                 |
| Plus petit nombre de points inscrits au total des deux équipes en fin de match                            | 16 | Patriots de la Nouvelle-Angleterre vs Rams de Los Angeles                                                 |
| Records égalés                                                                                            | | |
| Plus petit nombre de points inscrits en 1re mi-temps                                                      | 0 | Rams de Los Angeles                                                                                       |
| Plus petit nombre de points inscrits par l'équipe perdante                                                | 3 | Rams de Los Angeles                                                                                       |
| Plus petit nombre de touchdown marqués par une équipe au Super Bowl                                       | 0 | Rams de Los Angeles                                                                                       |
| Plus petit nombre de points inscrits par les 2 équipes en fin de 1er quart-temps                          | 0 | Patriots de la Nouvelle-Angleterre vs Rams de Los Angeles                                                 |
| Plus grand nombre de victoires au Super Bowl par une équipe                                               | 6 | Patriots de la Nouvelle-Angleterre                                                                        |